# Nina Arkhipova
Nina Nikolaïevna Arkhipova (Нина Николаевна Архипова, 1er mai 1921 – 24 avril 2016) est une actrice de film et de théâtre soviétique et russe. Elle a reçu le titre d'Artiste du peuple de RSFSR en 1988.

## Biographie
Nina Nikolaïevna naît à Omsk, de Nikolaï Matveïevitch Arkhipov, un Sibérien né à Irkoutsk, et de Maria Nikolaïevna, originaire de Saint-Pétersbourg. Sa famille se déplace ensuite à Moscou. Maria Nikolaïevna est tuée quand Nina n'a que dix ans.
Enfant, Nina Arkhipova aimait chanter, danser et jouer du piano. Habitant Zamoskvoretche, elle vient souvent au théâtre et voulu devenir actrice. Après le lycée, elle se forme au théâtre – auprès du Théâtre Vakhtangov, du Théâtre Maly et de l’Académie russe des arts du théâtre - et suit des cours à la faculté de droit de l’Université d'État de Moscou. Elle réussit tous ses examens et est acceptée n'importe où : elle choisit l’Institut d'art dramatique Boris Chtchoukine auprès du théâtre Vakhtangov. Son professeur était la fameuse Cecilia Mansurova. En 1945 elle obtient son diplôme d'art dramatique. Elle travaille au théâtre Vakhtangov de 1943 à 1951.
De 1951 à 2016, elle est l'actrice principale du Théâtre académique de la Satire de Moscou.
Sur l'ensemble de sa carrière, elle a joué plus de cent rôles. Elle commence en 1946 dans Notre Cœur (Наше сердце) d’Aleksandr Stolper. Quatre ans plus tard, elle joue le rôle de Faith dans Un été généreux (Щедрое лето) de Boris Barnet, rôle important dans sa carrière, joué souvent au théâtre et à la télévision.
En 2014, elle publie un livre, Жизнь в предлагаемых обстоятельствах (La vie dans des circonstances données).
Elle meurt le 24 avril 2016, peu avant son 95e anniversaire, et est enterrée au cimetière de Kountsevo, près de son mari.

## Famille
- Premier époux – le compositeur Alexander Golubentsev (1899–1979).
  - Fille – Natalia Golubentseva (ru) (née en 1942) – Artiste méritoire de Russie, qui travaille plus de 30 ans à la télévision, donnant sa voix à Stepashka (ru) dans l'émission Spokoynoy nochi, malyshi! (en), récompensée du Prix TEFI
- Second époux – l'écrivain Boris Gorbatov (1908–1954).
  - Fille – Elena Ermakova (Gorbatova) (née en 1953) – professeur d'anglais
  - Fils – Mikhail Gorbatov (1953-2017) – cardiologue
- Troisième époux – l’acteur Georgy Menglet (ru) (1912–2001)

## Filmographie sélective
- 1950 : Un été généreux réalisé par Boris Barnet : Vera Gorochko
- 1974 : Lève-toi et brille (Проснись и пой!) - Erzhi
- 1978 : Erreurs de jeunesse - mère du soldat
- 1983 : Karantin (ru) - tante Polina
- 1984 : Dva gusara (ru) - Anna Zaytseva vieille
- 1994 : Soleil trompeur - Yelena Mikhailovna
- 2011 : Soleil trompeur 2 - Yelena Mikhaylovna

## Récompenses
- Artiste méritoire de la RSFSR (1967)
- Artiste du peuple de la RSFR (1988)[1]
- Ordre de l'Amitié (1996)
- Médaille de la commémoration du 850e anniversaire de Moscou

## Source de la traduction
- (en) Cet article est partiellement ou en totalité issu de l’article de Wikipédia en anglais intitulé « Nina Arkhipova » (voir la liste des auteurs).